# Nargus wilkinii
Nargus wilkinii är en skalbaggsart som först beskrevs av Spence 1815.  Nargus wilkinii ingår i släktet Nargus, och familjen mycelbaggar. Arten är reproducerande i Sverige.